# Jacques Barrelier
Jacques Barrelier ( París, 1606 - París, 17 de septiembre de 1673) fue un biólogo y fraile dominico francés.

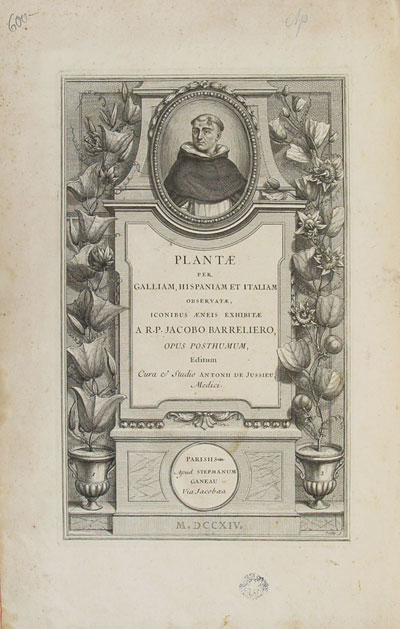
Título de Plantae per Galliam, Hispaniam et Italiam observatae, iconibus aeneis exhibitae

Se recibió de doctor en medicina en 1634; y luego entraría en la Orden de Dominicos. Consagró sus tiempos libres a la botánica y visita Provence, Languedoc, España, Italia. Permanece veintitrés años en Roma y creará un jardín botánico. Fue durante esa estancia que trabajó en el libro: Hortus Mundi u Orbis botanicus, donde describe las especies recolectadas durante sus viajes. Hace grabar sobre cobre numerosas ilustraciones para ser inclusidas en su libro. Regresó a París en 1672, muriendo antes de completar su proyecto. Además un incendio destruyó todas sus notas, solamente sobrevivieron sus planchas. Y fue Antoine de Jussieu (1686-1758) quien logra su publicación bajo el título de Icones Plantarum per Galliam, Hispaniam (324 planchas) y Italiam observatæ (1.392 planchas) incluyendo a cientos de nuevas especies, y varias de ellas le fueron dedicadas. Y en 1721 Plantae per Galliam, Hispaniam et Italiam observatae, iconibus aeneis exhibitae.
Falleció de asma a los 67 años.

## Algunas publicaciones

### Libros
- 1714 . Plantae per Galliam, Hispaniam et Italiam observatae, iconibus aeneis exhibitae a R. P. Jacobo Barreliero,... opus posthumum accurante Antonio de Jussieu,... in lucem editum... (S. Ganeau, París), 2 partes en 1 vol. in-fol., front. y pl. grabadas. – ejemplar consultable en Cervantes Virtual

## Honores

### Epónimos
Género
- (Acanthaceae) Barleria (Plum.)[1] L.[2]

Especies
- (Apiaceae) Eryngium barrelieri Boiss.[3]
- (Apiaceae) Ferula barrelieri Ten.[4]
- (Apiaceae) Ferulago barrelieri Guss.[5]
- (Apiaceae) Lophosciadium barrelieri Griseb.[6]
- (Asteraceae) Achillea barrelieri (Ten.) Sch.Bip.[7]
- (Boraginaceae) Anchusa barrelieri Vitman[8]
- (Boraginaceae) Cynoglottis barrelieri (All.) Vural & Kit Tan[9]
- (Boraginaceae) Myosotis barrelieri Besser ex Steud.[10]
- (Brassicaceae) Brassica barrelieri (L.) Janka[11]
- (Brassicaceae) Sisymbrium barrelieri Thuill.[12]
- (Campanulaceae) Campanula barrelieri C.Presl[13]
- (Campanulaceae) Phyteuma barrelieri Vill.[14]
- (Caryophyllaceae) Alsine barrelieri Boreau[15]
- (Cistaceae) Fumana barrelieri Rouy & Foucaud[16]
- (Euphorbiaceae) Tithymalus barrelieri (Savi) Soják[17]
- (Gentianaceae) Centaurium barrelieri (L.M.Dufour) Font Quer & Rothm.[18]
- (Juncaceae) Luzula barrelieri Pourr. ex Lange ex Willk. & Lange[19]
- (Juncaginaceae) Triglochin barrelieri Loisel.[20]
- (Lamiaceae) Plectranthus barrelieri Spreng.[21]
- (Lamiaceae) Salvia barrelieri Hort. ex Benth.[22]
- (Oleaceae) Jasminum barrelieri Webb & Berthel.[23]
- (Oxalidaceae) Acetosella barrelieri (L.) Kuntze[24]
- (Oxalidaceae) Lotoxalis barrelieri (L.) Small[25]
- (Oxalidaceae) Oxalis barrelieri Willd. ex Zucc.[26]
- (Poaceae) Eragrostis barrelieri Daveau[27]
- (Poaceae) Poa barrelieri Biv.[28]
- (Resedaceae) Reseda barrelieri Bertol.[29]
- (Rubiaceae) Galium barrelieri Salzm.[30]
- (Scrophulariaceae) Antirrhinum barrelieri Bor[31]
- (Scrophulariaceae) Pedicularis barrelieri Rchb.[32]
- (Scrophulariaceae) Pseudolysimachion barrelieri (Schott ex Roem. & Schult.) Holub[33]